# 卓田和広
卓田 和広（たくた かずひろ、1966年1月29日 - ）は、北海道放送（HBC）のアナウンサー。

## 経歴
岩手県宮古市出身。血液型はO型。岩手県立宮古高等学校、青山学院大学経済学部卒業後、1990年4月に入社（同期は関博紀、近藤肇）。アナウンサーに採用後、1991年、帯広放送局へ転勤。帯広放送局ラジオ番組「とべとべ十勝」（平日 12:00 - 13:00）で好聴取率をマークした。3年間の帯広局勤務を経て、1994年に再び札幌本社へ異動。同時期に各放送局毎の地域別番組を縮小した事もあり、帯広放送局への配属アナとしては最後となった。
現在は、ワイド番組『グッチーの 今日ドキッ!』のリポーター、スポーツ中継（HBCファイターズナイターほか）、テレビ番組ナレーション、ラジオCMなど、ジャンル専念型が多いHBCアナウンサーの中では、数少ない幅広いジャンルでの活躍を見せる。特に、ラジオのプロ野球実況では、2006年にファイターズの開幕戦と日本一決定試合の実況を担当。さらに翌2007年もリーグ優勝決定試合を実況し、ファイターズの黄金時代到来を宣言した。2009年もリーグ優勝決定試合を実況している。ただし、リーグ優勝の実況した年の日本シリーズはいずれも相手に日本一を許す試合の実況を担当していた。
実況中「2アウトランナー無し」を「2ストライクノーボール」と言い間違えた際には、解説の新谷博に「今何で2ストライクノーボールって言ったの?」とツッコミを入れられ、これに対し本人は「魔が刺した」とコメントしている。
肉を好きであり、自らを「肉党党首」と言うことがある。（『グッチーの 今日ドキッ!』の中で中継をしている時等にも言われることがある）

## 現在の出演番組

### ラジオ
- HBCファイターズナイター
- プロ野球三都物語 ※プロ野球開幕前に1年に1度放送。
- HBCミュージックナイター「フルカウント!」※川畑恒一アナウンサーの代打として2012年2月1日分の放送を担当した時、相方の浦本可奈子アナウンサーの事を何も知らなかったので、放送中に「Wikipediaで調べた」と公言した。
- ハロー! J-POP 音タク/音タクベストテン!
- HBCニュース（不定期）

### テレビ
- Bravo!ファイターズ（北海道日本ハムファイターズ戦）
- グッチーの今日ドキッ!（火曜リポーター） - オフィスキューのタレント・小橋亜樹とコミカルなレポートぶりを発揮している。
- 森崎博之のあぐり王国北海道→あぐり王国北海道NEXT（ナレーター）
- HBCニュース（不定期）

## 過去の出演番組

### テレビ
- 土曜テレポート（キャスター）
- ビタミンTV（リポーター）
- 卓田和広のチャ・チャ・チャ・チャレンジ：帯広局制作
- Hana*テレビ（月曜リポーター）
- 全日本実業団対抗駅伝競走大会（ニューイヤー駅伝）：1996年 - 1999年、実況担当（TBS系列全国ネット + 群馬テレビ）
- 天然者（ナレーション）

以下はTBS系列局の一部でも放送された北海道放送制作のドキュメンタリーで、藤本美貴（北海道出身）とともにナレーションを担当。
- 奇跡の流氷 オホーツクが生み出す命の源（2011年5月22日、TBS系列13局ネット）
- 天空の方舟〜大雪山 氷河期から未来へ（2013年2月17日放送、TBS系列12局ネット）

### ラジオ
- コンサドーレライブスタジアム
- とべとべ十勝：帯広局制作